# Lagoa do Tocantins
Lagoa do Tocantins este un oraș în Tocantins (TO), Brazilia.